# Lorentzkurve
Die Lorentzkurve, nach Hendrik Antoon Lorentz, oder Breit-Wigner-Funktion, nach Gregory Breit und Eugene Wigner, ist eine Kurve, die in der Physik bei der Beschreibung von Resonanzen auftritt.

Eine Lorentzkurve mit und

## Mathematische Definition und Näherung
In die Breit-Wigner-Funktion gehen zwei Parameter ein. Der Parameter {\displaystyle \omega _{0}} bestimmt die Position des Maximums, der Parameter {\displaystyle \gamma } wird Breite der Kurve genannt. Aus physikalischer Sicht ist eine Interpretierbarkeit der Kurve nur für {\displaystyle \omega \geq 0} gegeben, da mit {\displaystyle \omega } in der Regel eine Kreisfrequenz assoziiert ist und negative Frequenzen unphysikalisch sind. Die Funktionsvorschrift lautet:
{\displaystyle f(\omega )={\frac {1}{(\omega ^{2}-\omega _{0}^{2})^{2}+\gamma ^{2}\omega _{0}^{2}}}}
Eine andere Form der Kurve erhält man durch Reparametrisierung, indem man statt der Parameter {\displaystyle \omega _{0}} und {\displaystyle \gamma } folgenden Satz Parameter verwendet:
{\displaystyle {\omega _{0}'}^{2}=\omega _{0}^{2}{\sqrt {1+{\frac {\gamma ^{2}}{\omega _{0}^{2}}}}},\qquad {\gamma '}^{2}=2\omega _{0}^{2}\left({\sqrt {1+{\frac {\gamma ^{2}}{\omega _{0}^{2}}}}}-1\right)}
Dann ist
{\displaystyle f(\omega )={\frac {1}{(\omega ^{2}-{\omega _{0}'}^{2})^{2}+{\gamma '}^{2}\omega ^{2}}}};
insbesondere gilt für {\displaystyle \gamma ^{2}/\omega _{0}^{2}\ll 1}, dass die gestrichenen und ungestrichenen Parameter nahezu identisch werden. Die erste Form wird für gewöhnlich in der Teilchenphysik bevorzugt, die zweite Form in der klassischen Physik, da sie sich in ihren jeweiligen Gebieten aus der Physik in den entsprechenden Formen ergeben. Zur Rückkonversion dienen die Beziehungen
{\displaystyle \omega _{0}^{2}={\omega '_{0}}^{2}-{\frac {{\gamma '}^{2}}{2}}\qquad \gamma ^{2}={\frac {{\gamma '}^{2}}{2}}{\frac {4{\omega '_{0}}^{2}-{\gamma '}^{2}}{2{\omega '_{0}}^{2}-{\gamma '}^{2}}}}
Entgegen teilweise vertretener Auffassung ist weder {\displaystyle \gamma } noch {\displaystyle \gamma '} die Halbwertsbreite (FWHM) der Kurve. Diese ist stattdessen
{\displaystyle {\text{FWHM}}={\sqrt {\omega _{0}^{2}+\gamma \omega _{0}}}-{\sqrt {\omega _{0}^{2}-\gamma \omega _{0}}}}
und ergibt sich für {\displaystyle \gamma ^{2}/\omega _{0}^{2}\ll 1} nur ungefähr zu {\displaystyle \gamma }. 
Für {\displaystyle \omega \approx \omega _{0}} und {\displaystyle \gamma \ll \omega _{0}} kann die Lorentzkurve durch
{\displaystyle f(\omega )={\frac {1}{4\omega _{0}^{2}}}{\frac {1}{(\omega -\omega _{0})^{2}+\gamma ^{2}/4}}}
approximiert werden, wobei {\displaystyle \gamma } die Halbwertsbreite ist. Sie ist dann bis auf einen Normierungsfaktor identisch mit der in der mathematischen Wahrscheinlichkeitstheorie als Cauchy-Verteilung bezeichneten Wahrscheinlichkeitsdichte. Wenn von der Lorentzkurve die Rede ist, ist teilweise auch die approximierte Fassung gemeint.

## Physikalische Bedeutung

### Klassische Physik
Die Differentialgleichung für den gedämpften harmonischen Oszillator
{\displaystyle \left({\frac {\mathrm {d} ^{2}}{\mathrm {d} t^{2}}}+\gamma {\frac {\mathrm {d} }{\mathrm {d} t}}+\omega _{0}^{2}\right)x(t)=F(t)}
kann durch Fourier-Transformation in die algebraische Gleichung
{\displaystyle \left(-\omega ^{2}+\mathrm {i} \gamma \omega +\omega _{0}^{2}\right){\tilde {x}}(\omega )={\tilde {F}}(\omega )}
überführt werden. Die in diesen Gleichungen auftretende Größen sind:
- die Dämpfungskonstante {\displaystyle \gamma }
- die Resonanzfrequenz des ungedämpften harmonischen Oszillators {\displaystyle \omega _{0}}
- eine anregende Funktion {\displaystyle F(t)}

Die Gleichung kann nun elementar gelöst werden, ihre Lösung ist
{\displaystyle {\tilde {x}}(\omega )={\frac {{\tilde {F}}(\omega )}{-\omega ^{2}+\mathrm {i} \gamma \omega +\omega _{0}^{2}}}}
und ihr Betragsquadrat
{\displaystyle f(\omega )={\tilde {x}}(\omega ){\tilde {x}}^{*}(\omega )={\frac {{\tilde {F}}{\tilde {F}}^{*}}{(\omega ^{2}-\omega _{0}^{2})^{2}+\gamma ^{2}\omega ^{2}}}}
die Lorentzkurve in der zweiten Parametrisierung. 

### Teilchenphysik
In der Teilchenphysik sind die Propagatoren die Umkehrfunktionen der Bewegungsgleichungen für die Teilchen. Diese haben einen Pol bei der Masse {\displaystyle m} dieser Teilchen. Um dies zu umgehen, führt man eine sogenannte komplexe Masse ein, die die Zerfallsbreite {\displaystyle \Gamma } des jeweiligen Teilchens berücksichtigt. Dann ist der Propagator für einen bestimmten Viererimpuls {\displaystyle k} proportional zu
{\displaystyle P(k^{2})\sim {\frac {1}{k^{2}-m^{2}c^{4}+\mathrm {i} \Gamma mc^{2}}}}
und sein Betragsquadrat ist die Lorentzkurve in der ersten Parametrisierung, 
{\displaystyle P(k^{2})P^{*}(k^{2})\sim {\frac {1}{(k^{2}-m^{2}c^{4})^{2}+\Gamma ^{2}m^{2}c^{4}}}},
wenn man {\displaystyle k=\omega } und {\displaystyle m=\omega _{0}} identifiziert.

## Beispiel

### Z0-Boson
Speziell für den Zerfall des Z0-Bosons ergibt sich die Breit-Wigner-Formel zu
{\displaystyle \sigma _{i\rightarrow f}(s)=12\pi (\hbar c)^{2}\cdot {\frac {\Gamma _{i}\cdot \Gamma _{f}}{(s-M_{Z}^{2}c^{4})^{2}+M_{Z}^{2}c^{4}\Gamma _{\text{tot}}^{2}}}.}
Hierbei ist
- {\displaystyle \Gamma _{i}} die Partialbreite des Eingangskanals (d. h. für den Zerfall Z0 → e+ e−)
- {\displaystyle \Gamma _{f}} die Partialbreite des Ausgangskanals
- {\displaystyle \Gamma _{\text{tot}}} die Summe der Partialbreiten für alle möglichen Zerfälle in Fermion-Antifermion-Paare
- {\displaystyle s} das Quadrat der Energie im Schwerpunktssystem
- {\displaystyle \hbar } die reduzierte Planck-Konstante.